# Стела (ботаника)
Сте́ла, или Стель, или Сте́ле, или Центра́льный цили́ндр, или Осево́й цилиндр — комплекс первичных тканей, лежащих внутри от первичной коры сосудистых растений.
Основы стелярной теории заложил французский ботаник Филипп ван Тигем.

## Протостела
Первые три типа стел (протостелы) характерны для наиболее примитивных сосудистых растений.
Для них характерно отсутствие сердцевины и листовых лакун (для таких растений характерны энационные листья), центрархная или экзархная дифференцировка ксилемы, которая состоит только из трахеид, и отсутствие камбия.

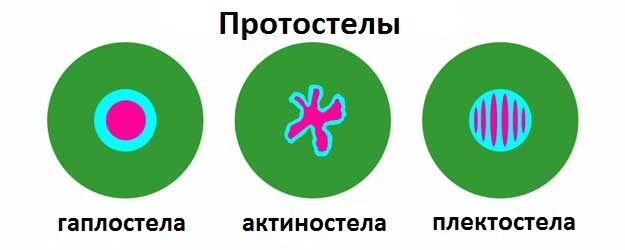

- Гаплостела — наиболее примитивный тип стелы. Она состоит из сплошного тяжа ксилемы, покрытого слоем флоэмы. Ксилема — центрархного типа и содержит только трахеиды. Характерна для риниофитов и некоторых современных споровых растений.
- Актиностела («звёздчатая» стела) развилась из гаплостелы, ксилема в которой располагается в форме звезды, между лучами которой располагается флоэма. Ксилема экзархного типа, дифференцируется центростремительно. С развитием актиностелы поверхность контакта с живыми непроводящими тканями растения увеличилась, от стелы начали отходить листовые проводящие пучки. Ксилема сложена трахеидами и расположенными в её центральной части волокнистыми трахеидами, флоэма — ситовидными клетками и лубяной паренхимой. Актиностела характерна для плаунов.
- Плектостела («губчатая» стела) — следующий этап развития, в котором лучи ксилемы рассекаются флоэмой и паренхимой. Ксилема здесь также экзархного типа. Ксилема сложена трахеидами, флоэма — ситовидными клетками и лубяной паренхимой. Она характерна также для плаунов.

## Сифоностела
Для более продвинутых растений с теломными листьями характерны следующие стелы (сифоностелы):

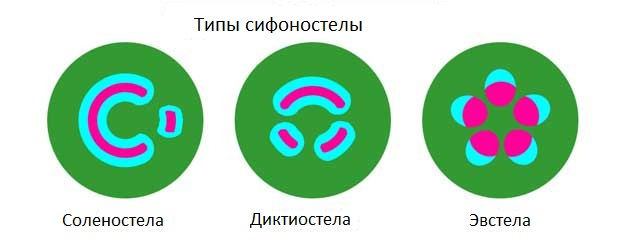

- Соленостела — (греч. solen — трубка) — у папоротников — ксилема с двух сторон окружена лубом флоэмой, причем внутренняя флоэма ограничивает снаружи паренхимную сердцевину.
- Диктиостела — у папоротниковидных. Кольцо проводящих тканей, окружающее сердцевину, разорвано паренхиматизированными листовыми лакунами на небольшие участки — меристелы. Меристела состоит из мезархной ксилемы, включающей в себя трахеиды и клетки паренхимы, флоэмы и перицикла и окружена эндодермой. Сердцевина дифференцируется из избытка клеток, образовавшихся в процессе деления апикальной клетки.
- Эустела характерна для голосеменных и двудольных. Состоит из пучков, расположенных кольцом, и отделенных друг от друга паренхимными сердцевинными лучами. У травянистых растений лучи более широкие, у древесных — более узкие, иногда даже из 1 ряда клеток.

- Атактостела характерна для однодольных. Возникла при редукции стеблевых пучков и замещении их листовыми пучками. Вторичного утолщения нет. Проводящие пучки коллатеральные либо концентрические амфивазальные.